# Kanton Vertou-Vignoble
Vertou-Vignoble is een voormalig kanton van het Franse departement Loire-Atlantique. Het kanton maakte deel uit van het arrondissement Nantes. Het werd opgeheven bij decreet van 25 februari 2014 met uitwerking op 22 maart 2015.

## Gemeenten
Het kanton Vertou-Vignoble omvatte de volgende gemeenten:
- Basse-Goulaine (hoofdplaats)
- Château-Thébaud
- La Haie-Fouassière
- Haute-Goulaine
- Saint-Fiacre-sur-Maine